# ジャイアンツ (映画)
『ジャイアンツ』（Giant）は、1956年のアメリカ合衆国の叙事詩的映画
（スペクタクル映画）。エドナ・ファーバーによる1952年の小説『Giant』を映画化し、テキサス州の牧場に住む家族の約30年に及ぶ人間模様を描く映画である。ジョージ・スティーヴンスが監督し、ロック・ハドソン、エリザベス・テイラー、ジェームズ・ディーン主演。
第29回アカデミー賞にて監督賞（ジョージ・スティーヴンス）を獲得。2005年には「文化的・歴史的・芸術的にきわめて高い価値を持つ」とみなされ、アメリカ国立フィルム登録簿に登録された。

## 概要
女流作家エドナ・ファーバーが12年の歳月をかけ執筆したベストセラー小説を映画化した大河ドラマである。
ドラマの中心となるベネディクト家は、移り行くテキサスを映す鏡である。監督のジョージ・スティーヴンスは、その日常的な細部を克明に悠然たるテンポの演出で描くことによって、雄大なテキサスのエピックを完成しようとした。リアリズムを基調として、澎湃（ほうはい）たるテキサスの発達史を描きだそうとしたわけで、野心的な試みである。また、女性の自立の問題や人種問題など、21世紀になった現在でも直面している問題に対して、先駆的な問題意識を観客に届けている。
主演の一人であるジェームズ・ディーンは、撮影終了1週間後の1955年9月30日に交通事故で急死したため、本作が遺作となった。撮影時に上手く録音されなかった一部のディーンの声は、ニック・アダムスが吹き替えという形で代演している。
初公開時のアメリカ合衆国では、3500万ドル相当のチケットが売れるヒット作となり、1978年に『スーパーマン』が公開されるまではワーナー・ブラザース作品における歴代興行収入第1位であった。映画監督のマーティン・スコセッシは、1978年時点で本作を40回以上見るなど大きな影響を受けたという。

## ストーリー
物語は1920年代半ばから始まる。テキサスに59.5万エーカー（約2,400平方km）もの広大な土地を持つ牧場主ジョーダン・ベネディクト2世（ロック・ハドソン）が、東部の名門の娘レズリー（エリザベス・テイラー）を妻に迎える。初めてテキサスを訪れた彼女はその途方もない広さに驚き、東部とは余りにも異なる人間の気質と生活習慣に戸惑う。家の中を仕切る夫の姉ラズ（マーセデス・マッケンブリッジ）の冷たい視線にも苦しめられ、一時は夫婦の間の絆にも危機が訪れるが、レズリーは持ち前の粘り強い性格でそれを乗り越えていく。
このレズリーに密かに心を寄せるのは、ひねくれ者の若い牧童のジェット・リンク（ジェームズ・ディーン）。彼は自分に対する唯一の理解者であったラズが落馬事故で亡くなり、遺言で自分に土地の一部を残してくれたことを知る。ジョーダンは自分の牧場が分割されることを嫌い、相場の2倍でその権利を買い取ることを申し出るが、ジェットはその土地に賭けてみることを決心し、申し出を断る。彼は油田ブームの到来を知り、自分の土地でも石油が出ると信じ、土地を抵当に石油の採掘を行う。資金が底を突きかけた時、ついに油田を掘り当てる。吹き出した原油を全身に浴びた姿で、泥酔してベネディクト家に乗り込んでレズリーに馴れ馴れしい態度を示すジェットは、夫のジョーダンに殴られるが、隙を見て彼を殴り返し、そのままトラックで逃走する。ジョーダンと叔父のバウリーは「もっと早い段階で奴を排除しておくべきであった」と後悔する。
歳月は流れ、米国でも屈指の大富豪になったジェットは、私財を投じて病院建設などの慈善事業を展開し、テキサス州の名士の仲間入りを果たした。これに対し本業の牧畜業がうまくいかなくなったが、やはり石油事業に乗り出し巨万の富を得たジョーダンであったが、成り上がり者のジェットの成功を苦々しく思っていた。やがてジェットは空港と巨大なホテルを建設し、その祝賀パーティにベネディクト一家を招待する。ジェットの富に張り合うためジョーダンはダグラスDC機を購入し、パーティ会場に一族と隣人を率いて乗り込む。しかしながら祝賀パレードで娘のラズ2世が、自分に断りもなしにジェットをたたえる女王役でオープンカーに乗っているのを見て不機嫌になる。
ホテルの美容室で、ジェットの差し金により息子のジョーダン3世のメキシコ人の新婦が人種差別を受けたこと発端として、ホテルの祝賀パーティの席でジョーダンとジェットは対決の時を迎える。
パーティの席で、ジェットにより息子を打ちのめされたジョーダンは、ワインセラーで決着をつけることを申し出る。しかしながら泥酔してふらつくジェットを見て、打ちのめす価値もない男と感じたジョーダンは、並んだワインの棚をドミノのように押し倒して去る。しかしジョーダンもジェットに富で張り合おうとした自分の非を悟り、帰途は自家用車でドライブ旅行することにした。途中立ち寄った白人のテキサス男が経営するレストランで、経営者がメキシコ人の客を差別して追い出そうとする場面に遭遇し、意見をしたことから両者は殴り合いのけんかとなる。大男同士の激しい殴り合いの結果、ジョーダンは打ちのめされてしまう。
帰宅後、ジョーダンはソファーでレズリーの膝枕で横になり、レズリーは彼の行動をほめたたえる。そして白人の孫とメキシコ人との孫を満足げに眺める。
主軸のストーリーに、ジョーダン3世（成長した場面はデニス・ホッパー）、ラズ2世（成長した場面はキャロル・ベイカー）、アンヘル2世（サル・ミネオ）らが複雑に絡み合い、メキシコ人差別の問題も盛り込みながら30年間のドラマが繰り広げられる。

## キャスト
- エリザベス・テイラー
- ロック・ハドソン

| 役名                                                                 | 俳優                         | 日本語吹替        | 日本語吹替                                                       |
| 役名                                                                 | 俳優                         | NETテレビ版       | TBS版                                                            |
| -------------------------------------------------------------------- | ---------------------------- | ----------------- | ---------------------------------------------------------------- |
| ジョーダン・“ビック”・ベネディクト2世                                | ロック・ハドソン             | 井上孝雄          | 羽佐間道夫                                                       |
| レズリー・ベネディクト                                               | エリザベス・テイラー         | 武藤礼子          | 武藤礼子                                                         |
| ジェット・リンク                                                     | ジェームズ・ディーン         | 野沢那智          | 野沢那智                                                         |
| ラズ・ベネディクト2世 （ビックとレズリーの次女）                     | キャロル・ベイカー           | 鈴木弘子          | 榊原良子                                                         |
| ヴァシタイ・スナイス （ベネディクト家の隣人）                        | ジェーン・ウィザース         | 此島愛子          | 前田敏子                                                         |
| バウリー叔父さん                                                     | チル・ウィルス               | 今西正男          | 大木民夫                                                         |
| ラズ・ベネディクト （ビックの姉）                                    | マーセデス・マッケンブリッジ | 京田尚子          | 京田尚子                                                         |
| ジョーダン・“ジョーディ”・ベネディクト3世 （ビックとレズリーの長男） | デニス・ホッパー             | 仲村秀生          | 池田秀一                                                         |
| アンヘル2世 （ベネディクト家の使用人の息子）                         | サル・ミネオ                 | 関根信昭          | 田中亮一                                                         |
| デヴィッド・カーフリー卿 （レズリーの元婚約者・妹レイシーの夫）      | ロッド・テイラー             | 羽佐間道夫        | 柴田秀勝                                                         |
| ナンシー・リントン夫人 （レズリーの母）                              | ジュディス・イヴリン         | 翠準子            | 巴菁子                                                           |
| ロバート・“ボブ”・デイス （ジュディの夫）                            | アール・ホリマン             | 青野武            | 山田俊司                                                         |
| モート・“ピンキー”・スナイス （ヴァシタイの夫）                      | ロバート・ニコルズ           | 村越伊知郎        | 木原正二郎                                                       |
| ホーレス・リントン （レズリーの父）                                  | ポール・フィックス           | 宮川洋一          | 寺島幹夫                                                         |
| ポロ老人 （牧童頭）                                                  | アレクサンダー・スコービー   | 北村弘一          |                                                                  |
| ジュディ・ベネディクト （ビックとレズリーの長女）                    | フラン・ベネット             | 松尾佳子          | 吉田理保子                                                       |
| オリバー・ホワイトサイド判事 （ベネディクト家の友人）                | チャールズ・ワッツ           | 島宇志夫          | 加藤正之                                                         |
| フアナ・ゲラ・ベネディクト （ジョーディの妻）                        | エルザ・カルデナス           | 喜多道枝          | 梨羽雪子                                                         |
| レイシー・リントン （レズリーの妹）                                  | キャロライン・クレイグ       | 岡本茉利          | 玉川紗己子                                                       |
| ベール・クリンチ                                                     | モンテ・ヘイル               | 家弓家正          | 仁内達之                                                         |
| ゲイブ・ターゲット                                                   | シェブ・ウーリー             | 仲木隆司          |                                                                  |
| アダレン・クリンチ                                                   | メアリー・アン・エドワーズ   | 翠準子            |                                                                  |
| アンヘル・オブレゴン氏 （ベネディクト家の使用人）                    | ビクター・ミラン             | 矢田耕司          |                                                                  |
| サージ                                                               | ミッキー・シンプソン         | 塩見竜介          |                                                                  |
| オブレゴン夫人                                                       | ピラール・デル・レイ         | 京千英子          |                                                                  |
| グエラ医師                                                           | モーリス・ジャラ             | 矢田耕司          | 大山高男                                                         |
| ロナ・レーン                                                         | ノリーン・ナッシュ           | 浅井淑子          |                                                                  |
| ワット                                                               | レイ・ウィットリー           | 大木民夫          |                                                                  |
| ジェファーソン・スウェイジ                                           | ナポレオン・ホワイティング   | 仲木隆司          |                                                                  |
| 以下はクレジットなし                                                 |                              |                   |                                                                  |
| 知事                                                                 | エディ・ベイカー             | 塩見竜介          |                                                                  |
| メアリー・ルー・デッカー                                             | バーバラ・バリー             | 桂玲子            |                                                                  |
| ボルネ・ホルム                                                       | レイ・ベネット               | 北村弘一          |                                                                  |
| クレイ・ホッジンズ・Sr.                                              | テックス・ドリスコル         | 北村弘一          |                                                                  |
| ヴァーン・デッカー                                                   | ジョージ・ダン               | 青野武            |                                                                  |
| エッシー・ルー・ホッジンズ                                           | ジュニー・エリス             | 京千英子          |                                                                  |
| ペトラ                                                               | アナ・マリア・マハルカ       | 貴家堂子          |                                                                  |
| ルーペ                                                               | ティナ・メナード             | 遠藤晴            | 巴菁子                                                           |
| 司会者                                                               | カール・ムーア               | 小林恭治          |                                                                  |
| ハーパー                                                             | ガイ・ティーグ               | 石井敏郎          |                                                                  |
| ウォーカー                                                           | マックス・ターヒューン       | 村松康雄          |                                                                  |
| ゴメス                                                               | フェリペ・チューリッヒ       | 大木民夫          |                                                                  |
| その他                                                               | N/A                          | 野沢雅子 篠原大作 | 水鳥鉄夫 藤城裕士 仲木隆司 清川元夢 鵜飼るみ子 石井敏郎 中野聖子 |

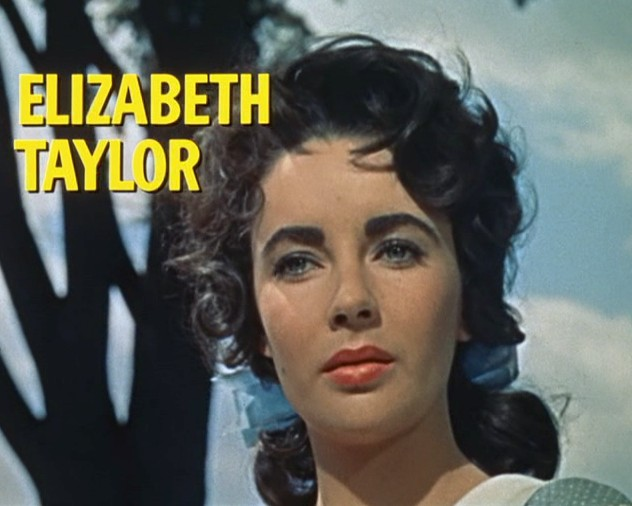
エリザベス・テイラー
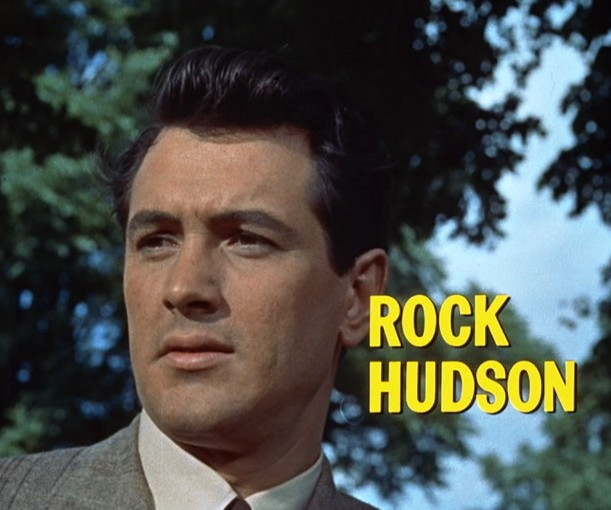
ロック・ハドソン

- NETテレビ版：初回放送・1974年2月3日（21:00-23:25）、2月10日（21:00-22:55）『日曜洋画劇場』
  - 前後編に分けての放送（前編約119分、後編約95分）。後編における前編のあらすじナレーションは矢島正明が担当。
- TBS版：初回放送1983年4月14日（23:48-3:15）『名作洋画ノーカット10週』
  - ノーカット放送。BDに収録[8]。

## スタッフ
- 監督: ジョージ・スティーヴンス
- 製作: ジョージ・スティーヴンス、ヘンリー・ジンスバーグ
- 原作: エドナ・ファーバー
- 脚本: フレッド・ジュイオル（英語版）、アイヴァン・モファット（英語版）
- 撮影: ウィリアム・C・メラー（英語版）
- 編集: ウィリアム・ホーンバック（英語版）、フィリップ・A・アンダーソン（英語版）、フレッド・ボハナン
- 音楽: ディミトリ・ティオムキン
- 主題曲: レイ・ハインドーフ（英語版）

### 日本語版
| -              | NETテレビ版              | TBS版        |
| -------------- | ------------------------ | ------------ |
| 演出           | 山田悦司                 | 山田悦司     |
| 翻訳           | 進藤光太                 | 進藤光太     |
| 調整           | 栗林秀年                 |              |
| 選曲           | 東上別府精               | 赤塚不二夫   |
| 効果           | PAG                      | 赤塚不二夫   |
| スタジオ       | 番町スタジオ             |              |
| 担当           | 壷井正                   |              |
| プロデューサー | 細見正人                 | 熊谷国雄     |
| 制作           | NETテレビ グロービジョン | TBS 東北新社 |

## 主な曲
オリジナル・サウンドトラックの曲、使用曲などを記述
- オリジナル・サウンドトラック
  - Main Title
  - Hunt Scene
  - Love Theme
  - First Love
  - Road To Reata
  - Jett Rink Theme
  - Joy Trumpet March/Christmas
  - Morning/Angels Return
  - Romantic Interlude
  - Jett Rink/Oil Baron
  - Fight Theme/The Yellow Rose Of Texas
  - Home In Reata
  - Eyes Of Texas Are Upon You (End title)

- 結婚行進曲
- アヴェ・マリア（シューベルト）
- ベサメ・ムーチョ
- きよしこの夜
- ジングルベル
- 線路は続くよどこまでも（Eyes Of Texas Are Upon You）
- il silenzio（夜空のトランペット）
- 星条旗 (国歌)
- ハッピーバースデートゥーユー
- ブラームスの子守唄
- South of the Border（Down Mexico Way）

映画 「ジャイアンツ」オリジナル・サウンドトラック（東芝EMI/TOCP-5968）
ジャイアンツ（BD/ワーナーブロスエンターテインメント）ほかを参照
『ジェームス・ディーンのすべて』（ワーナーパイオニア/P-6355W、1975年）　ジェームズ・ディーン主演3作品名場面の音楽と台詞集（オリジナルサウンドトラック）